# Lawrence Washington
Lawrence Washington (26 september 1718 –  Mount Vernon, 26 juli 1752) was een Amerikaanse planter, militair officier en halfbroer van George Washington, de eerste president van de Verenigde Staten. Lawrence speelde een belangrijke rol in het koloniale Virginia van de 18e eeuw en was invloedrijk in de vroege carrière van zijn jongere halfbroer.

## Biografie
Lawrence Washington werd geboren op de plantage Pope’s Creek in Westmoreland County, Virginia, als oudste zoon van Augustine Washington en diens eerste vrouw Jane Butler. Na de dood van zijn moeder hertrouwde zijn vader met Mary Ball, met wie hij George Washington kreeg.

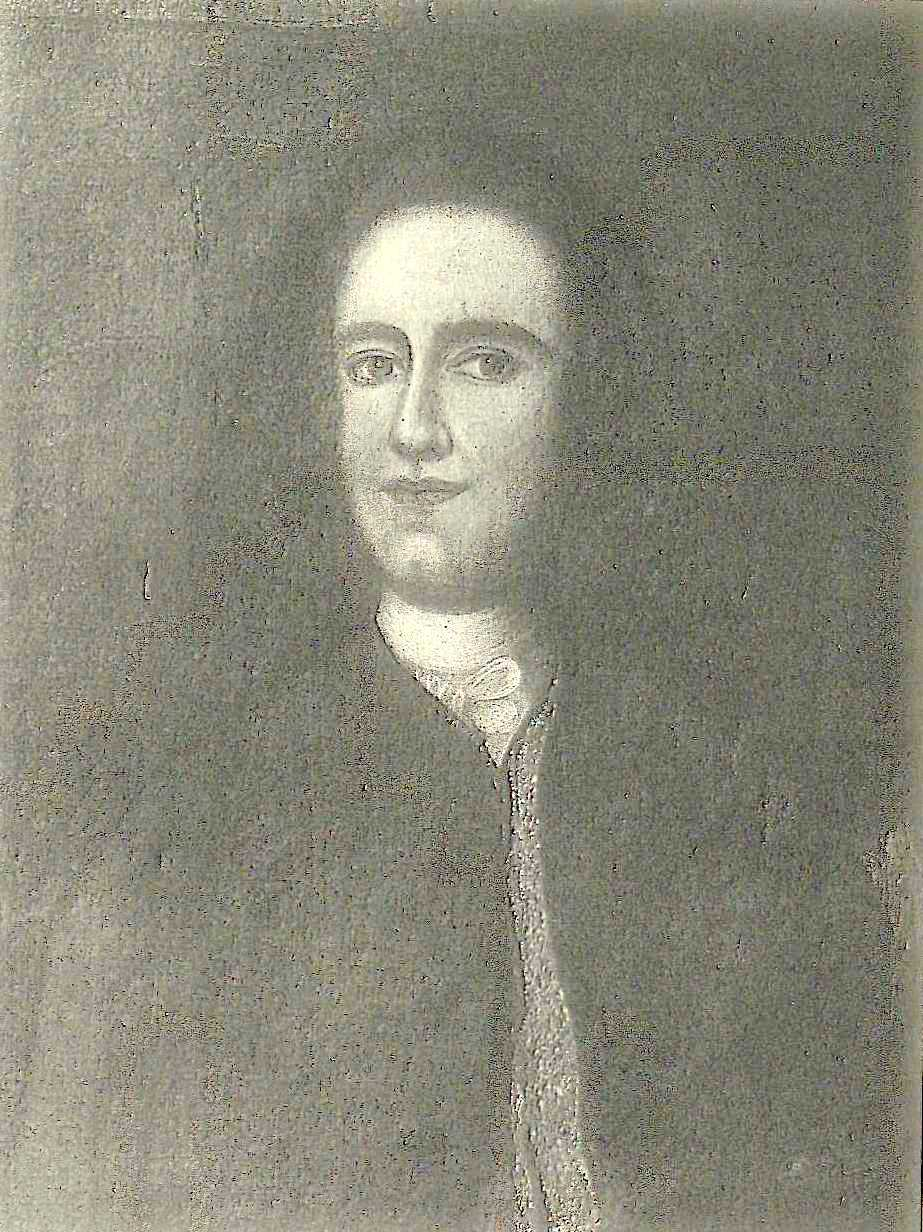

Lawrence genoot een degelijke opleiding en begon een militaire loopbaan. Tijdens de oorlog van Jenkins’ oor (1739–1748) diende hij als kapitein in de Britse koloniale troepen en nam deel aan de expeditie van admiraal Edward Vernon tegen het Spaanse Cartagena (in het huidige Colombia). Uit bewondering voor Vernon noemde Lawrence later zijn landgoed Mount Vernon.
Na zijn terugkeer in Virginia trouwde hij in 1743 met Anne Fairfax, lid van een invloedrijke familie. Dankzij dit huwelijk verkreeg hij aanzienlijke sociale en economische status. Lawrence werd later lid van het bestuur van de provincie en bekleedde diverse bestuurlijke functies.
In de vroege jaren 1750 ontwikkelde Lawrence tuberculose. Op advies van artsen maakte hij een reis naar de warme lucht van Barbados in 1751, samen met zijn halfbroer George, maar zijn gezondheid verbeterde niet wezenlijk. Hij keerde ziek terug en overleed in 1752 op Mount Vernon. Na zijn dood erfde George Washington uiteindelijk het landgoed.

## Nalatenschap
Lawrence Washington speelde een belangrijke rol in de opvoeding en carrière van George Washington, die veel leerde van zijn oudere halfbroer. Ook had Lawrence via zijn huwelijk met de Fairfax-familie grote invloed op de sociale netwerken waarin George zich later zou bewegen.
- Library of Congress Control Number: nr93012018
- SNAC: w61v5q0b
- Virtual International Authority File: 73725047
- WorldCat: E39PBJpyvqwPc9Jcqf7yC3BgKd